# 折れ線形分子構造

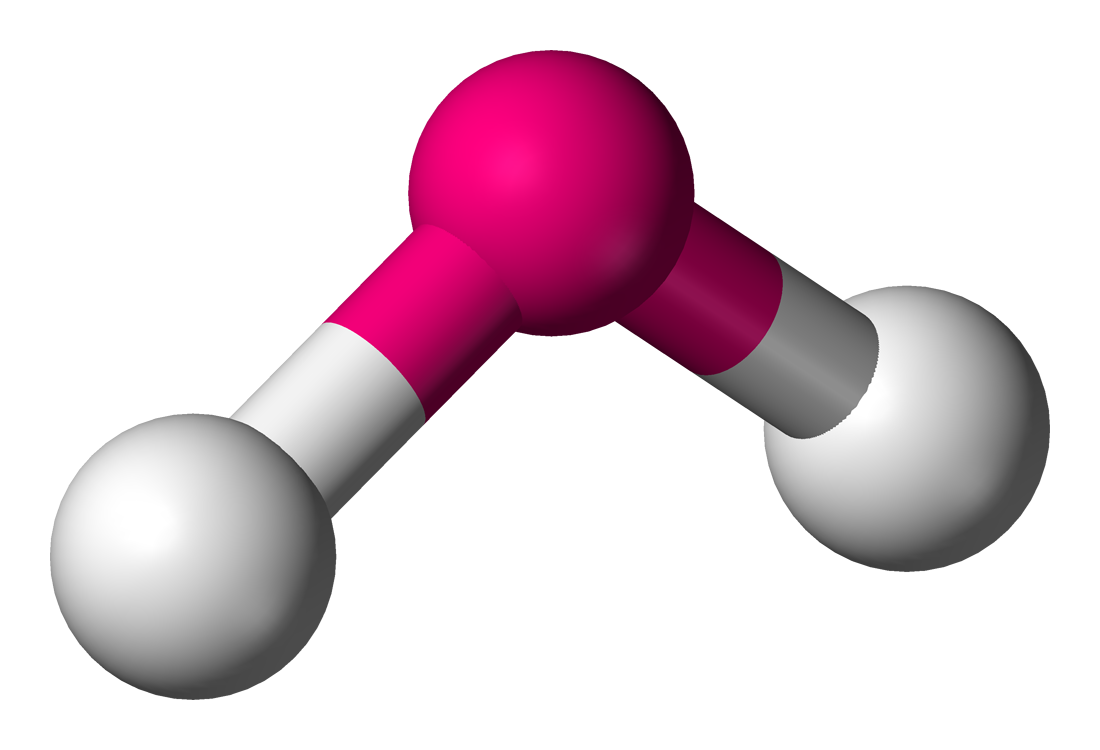
折れ線配位構造を持つ分子の理想的な構造

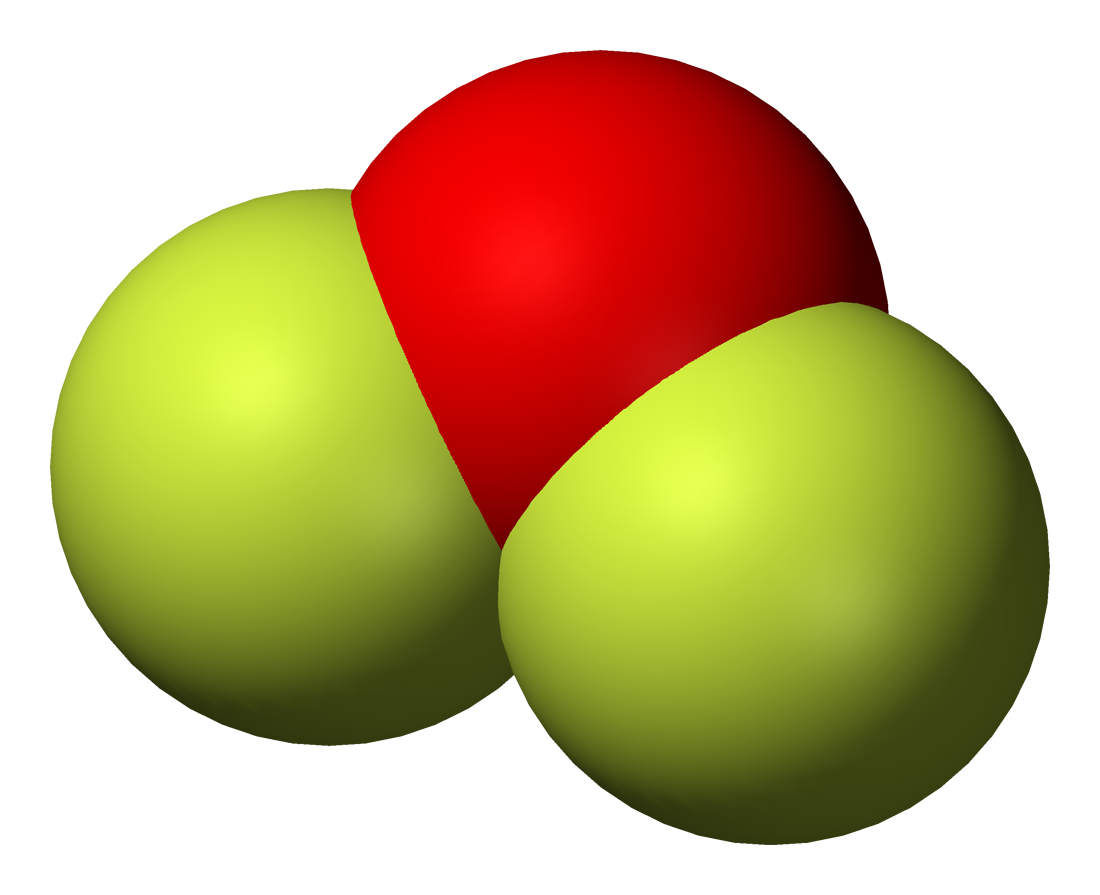
二フッ化酸素、折れ線配位構造を持つ分子の例。

化学において、折れ線形（おれせんがた）または曲がった（英: Bent）という用語は、特定の分子の幾何配置を説明するために適用できる。酸素といった特定の原子は、電子配置のためにほぼ必ず非共線的な方向に2つ（またはそれより多い）共有結合を配置する。水（(H2O）は曲がった分子の一例であり、その他のカルコゲン化水素も同様である。2つの水素原子の間の結合角は約104.45° である。非線形幾何配置は主族元素のみを含むその他の三原子分子やイオンでも一般に見られる。顕著な例は、二酸化窒素（NO2）、二塩化硫黄（SCl2）、メチレン（CH2）である。
この幾何配置はほとんどの場合VSEPR理論と一致する。VSEPR理論は、孤立電子対の存在する原子の非共線性を通常は説明する。曲がり方にはいくつかの種類があり、最も一般的なものは中心原子（A）の2つの共有結合と2つの孤立電子対が完全な8電子殻を形成するAX2E2型である。これらは104° から109.5° の中心角を持ち、後者は4つのsp3 混成オービタルの四面体形対称性を予測する極めて単純な理論と一致する。最もよく見られる実際の角度は105°、107°、109° である。これらは、周辺原子（X）の性質が異なるため角度に違いがある。